# Anna Marie Meklenbursko-Zvěřínská
Anna Marie Meklenbursko-Zvěřínská (1. července 1627, Schwerin – 11. prosince 1669, Halle) byla německou šlechtičnou z rodu Meklenburských a sňatkem vévodkyní sasko-weissenfelskou.

## Život
Anna Marie se narodila jako čtvrté dítě a druhá dcera vévody Adolfa Fridricha I. Meklenburského a jeho první manželky Anny Marie Východofríské, dcery východofríského hraběte Enna III.
Válečná vřava Třicetileté války, zasáhnuvší i Meklenbursko, donutila jejího otce, aby Annu Marii a dva její bratry, Kristiána Ludvíka a Karla, poslal nejdříve do Švédska a krátce poté do Dánska ke dvoru královny vdovy Žofie Meklenburské. V roce 1629 byla Anna Marie poslána do Saska k ovdovělé kurfiřtce Hedvice Dánské na její vdovský zámek Lichtenberg, kde se vzdělávala. Po Hedvičině smrti v roce 1642 se Anna Marie vrátila do Schwerinu, kde se znovu setkala s otcem, ne však již s matkou, která zemřela v roce 1634. Tehdy se pravděpodobně poprvé setkala se svou nevlastní matkou Marií Kateřinou Brunšvicko-Dannenberskou a třemi nevlastními sourozenci. Anna Marie byla podle srdečných laskavých dopisů, které si vzájemně psali, otcovým oblíbeným dítětem.
23. listopadu 1647 se dvacetiletá Anna Marie v rodném Schwerinu provdala za o třináct let staršího Augusta, druhého syna kurfiřta Jana Jiřího I. Saského, a odešla s ním do Halle, hlavního města jeho panství, jako správce meklenburského arcibiskupství. Během manželství porodila Anna Marie dvanáct dětí, včetně tří dcer, které zemřely v dětském věku v jediném roce 1663.
22. dubna 1657 obdržel její manžel podle poslední vůle jeho otce města Weißenfels a Querfurt jako své vlastní vévodství, Anna Marie se tak stala sasko-weissenfelskou vévodkyní.
Anna Marie zemřela 11. prosince 1669 v Halle a byla pohřbena ve velkolepé rakvi na zámku Neu-Augustusburg ve Weißenfelsu. Ovdověý manžel se dva roky po její smrti znovu oženil s o třiatřicet let mladší Johanou Walpurgis Leiningensko-Westerburskou, jež mu porodila další tři syny.

## Potomci
Za dvacet dva let manželství porodila Anna Marie manželovi dvanáct dětí:
- Magdaléna Sibyla Sasko-Weissenfelská (2. září 1648 – 7. ledna 1681), ⚭ 1669 Fridrich I. Sasko-Gothajsko-Altenburský (15. července 1646 – 2. srpna 1691), vévoda sasko-gothajsko-altenburský
- Jan Adolf I. Sasko-Weissenfelský (2. listopadu 1649 – 24. května 1697), vévoda sasko-weissenfelský, ⚭ 1671 Johanna Magdalena Sasko-Altenburská (14. ledna 1656 – 22. ledna 1686)
- August Sasko-Weissenfelský (3. prosince 1650 – 11. srpna 1674), probošt v Magdeburgu, ⚭ 1673 Šarlota Hesensko-Eschwegská (3. září 1653 – 7. února 1708)
- Kristián Sasko-Weissenfelský (25. ledna 1652 – 24. srpna 1689)
- Anna Marie asko-Weissenfelská (28. února 1653 – 17. února 1671)
- Žofie Sasko-Weissenfelská (23. června 1654 – 31. března 1724), ⚭ 1676 Karel Anhaltsko-Zerbstský (16. října 1652 – 3. listopadu 1718), kníže anhaltsko-zerbstský
- Kateřina Sasko-Weissenfelská (12. září 1655 – 21. dubna 1663)
- Kristýna Sasko-Weissenfelská (25. srpna 1656 – 27. dubna 1698), ⚭ 1676 August Fridrich Holštýnsko-Gottorpský (6. května 1646 – 2. října 1705), kníže-biskup v Lübecku
- Jindřich Sasko-Weissenfelský (29. září 1657 – 16. února 1728), hrabě z Barby, ⚭ 1686 Alžběta Albertina Anhaltsko-Desavská (1. května 1665 – 5. října 1706)
- Albrecht Sasko-Weissenfelský (14. dubna 1659 – 9. května 1692), ⚭ 1687 Kristýna Tereza z Löwenstein-Wertheim-Rochefortu (12. října 1665 – 4. dubna 1730)
- Alžběta Sasko-Weissenfelská (25. srpna 1660 – 11. května 1663)
- Dorotea Sasko-Weissenfelská (17. prosince 1662 – 12. května 1663)

## Vývod z předků
|                                   |                                |  |                          |                                  |  |  |  |  |  |  |  | Albrecht VII. Meklenburský |
|                                   |                                |  |                          |                                  |  |  |  |  |  |  |  |                            |
|                                   | Jan Albrecht I. Meklenburský   |  |                          |                                  |  |  |  |  |  |  |  |                            |
|                                   |                                |  |                          |                                  |  |  |  |  |  |  |  |                            |
|                                   |                                |  |                          | Anna Braniborská                 |  |  |  |  |  |  |  |                            |
|                                   |                                |  |                          |                                  |  |  |  |  |  |  |  |                            |
|                                   | Jan VII. Meklenburský          |  |                          |                                  |  |  |  |  |  |  |  |                            |
|                                   |                                |  |                          |                                  |  |  |  |  |  |  |  |                            |
|                                   |                                |  |                          | Albrecht Braniborsko-Ansbašský   |  |  |  |  |  |  |  |                            |
|                                   |                                |  |                          |                                  |  |  |  |  |  |  |  |                            |
|                                   | Anna Sofie Pruská              |  |                          |                                  |  |  |  |  |  |  |  |                            |
|                                   |                                |  |                          |                                  |  |  |  |  |  |  |  |                            |
|                                   |                                |  |                          | Dorotea Dánská                   |  |  |  |  |  |  |  |                            |
|                                   |                                |  |                          |                                  |  |  |  |  |  |  |  |                            |
|                                   | Adolf Fridrich I. Meklenburský |  |                          |                                  |  |  |  |  |  |  |  |                            |
|                                   |                                |  |                          |                                  |  |  |  |  |  |  |  |                            |
|                                   |                                |  |                          | Frederik I. Dánský               |  |  |  |  |  |  |  |                            |
|                                   |                                |  |                          |                                  |  |  |  |  |  |  |  |                            |
|                                   | Adolf Holštýnsko-Gottorpský    |  |                          |                                  |  |  |  |  |  |  |  |                            |
|                                   |                                |  |                          |                                  |  |  |  |  |  |  |  |                            |
|                                   |                                |  |                          | Žofie Pomořanská                 |  |  |  |  |  |  |  |                            |
|                                   |                                |  |                          |                                  |  |  |  |  |  |  |  |                            |
|                                   | Žofie Holštýnsko-Gottorpská    |  |                          |                                  |  |  |  |  |  |  |  |                            |
|                                   |                                |  |                          |                                  |  |  |  |  |  |  |  |                            |
|                                   |                                |  |                          | Filip I. Hesenský                |  |  |  |  |  |  |  |                            |
|                                   |                                |  |                          |                                  |  |  |  |  |  |  |  |                            |
|                                   | Kristýna Hesenská              |  |                          |                                  |  |  |  |  |  |  |  |                            |
|                                   |                                |  |                          |                                  |  |  |  |  |  |  |  |                            |
|                                   |                                |  |                          | Kristýna Saská                   |  |  |  |  |  |  |  |                            |
|                                   |                                |  |                          |                                  |  |  |  |  |  |  |  |                            |
| Anna Marie Meklenbursko-Zvěřínská |                                |  |                          |                                  |  |  |  |  |  |  |  |                            |
|                                   |                                |  |                          |                                  |  |  |  |  |  |  |  |                            |
|                                   |                                |  | Enno II. z Ostfrieslandu |                                  |  |  |  |  |  |  |  |                            |
|                                   |                                |  |                          |                                  |  |  |  |  |  |  |  |                            |
|                                   | Edzard II. z Ostfrieslandu     |  |                          |                                  |  |  |  |  |  |  |  |                            |
|                                   |                                |  |                          |                                  |  |  |  |  |  |  |  |                            |
|                                   |                                |  |                          | Anna Oldenburská                 |  |  |  |  |  |  |  |                            |
|                                   |                                |  |                          |                                  |  |  |  |  |  |  |  |                            |
|                                   | Enno III. z Ostfrieslandu      |  |                          |                                  |  |  |  |  |  |  |  |                            |
|                                   |                                |  |                          |                                  |  |  |  |  |  |  |  |                            |
|                                   |                                |  |                          | Gustav I. Vasa                   |  |  |  |  |  |  |  |                            |
|                                   |                                |  |                          |                                  |  |  |  |  |  |  |  |                            |
|                                   | Kateřina Vasa Švédská          |  |                          |                                  |  |  |  |  |  |  |  |                            |
|                                   |                                |  |                          |                                  |  |  |  |  |  |  |  |                            |
|                                   |                                |  |                          | Markéta Eriksdotter Leijonhufvud |  |  |  |  |  |  |  |                            |
|                                   |                                |  |                          |                                  |  |  |  |  |  |  |  |                            |
|                                   | Anna Marie Východofríská       |  |                          |                                  |  |  |  |  |  |  |  |                            |
|                                   |                                |  |                          |                                  |  |  |  |  |  |  |  |                            |
|                                   |                                |  |                          | Frederik I. Dánský               |  |  |  |  |  |  |  |                            |
|                                   |                                |  |                          |                                  |  |  |  |  |  |  |  |                            |
|                                   | Adolf Holštýnsko-Gottorpský    |  |                          |                                  |  |  |  |  |  |  |  |                            |
|                                   |                                |  |                          |                                  |  |  |  |  |  |  |  |                            |
|                                   |                                |  |                          | Žofie Pomořanská                 |  |  |  |  |  |  |  |                            |
|                                   |                                |  |                          |                                  |  |  |  |  |  |  |  |                            |
|                                   | Anna Holštýnsko-Gottorpská     |  |                          |                                  |  |  |  |  |  |  |  |                            |
|                                   |                                |  |                          |                                  |  |  |  |  |  |  |  |                            |
|                                   |                                |  |                          | Filip I. Hesenský                |  |  |  |  |  |  |  |                            |
|                                   |                                |  |                          |                                  |  |  |  |  |  |  |  |                            |
|                                   | Kristýna Hesenská              |  |                          |                                  |  |  |  |  |  |  |  |                            |
|                                   |                                |  |                          |                                  |  |  |  |  |  |  |  |                            |
|                                   |                                |  |                          | Kristýna Saská                   |  |  |  |  |  |  |  |                            |
|                                   |                                |  |                          |                                  |  |  |  |  |  |  |  |                            |